# Categoría Primera B
La Categoría Primera B, nota per ragioni di sponsorizzazione come Torneo BetPlay Dimayor, è la seconda divisione del campionato colombiano di calcio, organizzata dalla Federación Colombiana de Fútbol e dalla Dimayor.

## Squadre 2016
| Squadra               | Città         | Stadio                         | Allenatore             |
| --------------------- | ------------- | ------------------------------ | ---------------------- |
| América de Cali       | Cali          | Pascual Guerrero               | Hernán Torres          |
| Atlético F.C.         | Cali          | Pascual Guerrero               | Carlos Palacios        |
| Barranquilla F.C.     | Barranquilla  | Metropolitano Roberto Meléndez | Arturo Reyes           |
| Bogotá F.C.           | Bogotà        | Metropolitano de Techo         | Néstor Rodríguez       |
| Cúcuta Deportivo      | Cúcuta        | General Santander              | Miguel Augusto Prince  |
| Deportes Quindío      | Armenia       | Centenario                     | José Eugenio Hernández |
| Deportivo Pereira     | Pereira       | Hernán Ramírez Villegas        | Néstor Craviotto       |
| Leones F.C.           | Turbo         | John Jairo Tréllez             | Juan Carlos Álvarez    |
| Llaneros F.C.         | Villavicencio | Manuel Calle Lombana           | Germán González        |
| Orsomarso S.C.        | Palmira       | Francisco Rivera Escobar       | Alexander Escobar      |
| Real Cartagena        | Cartagena     | Jaime Morón León               | Giovanni Hernández     |
| Real Santander        | Floridablanca | Álvaro Gómez Hurtado           | Víctor Hugo González   |
| Tigres F.C.           | Bogotà        | Luis Carlos Galán Sarmiento    | John Jairo Bodmer      |
| Unión Magdalena       | Santa Marta   | Federico Serrano Soto          | Carlos Silva Socarrás  |
| Universitario Popayán | Popayán       | Ciro López                     | César Torres           |
| Valledupar F.C.       | Valledupar    | Armando Maestre Pavajeau       | David Pinillos         |

## Albo d'oro
| Stagione | Campione (Numero titolo) | Secondo posto           | Terzo posto       |
| -------- | ------------------------ | ----------------------- | ----------------- |
| 1991     | Envigado (1)             | Alianza Llanos          | Atlético Huila    |
| 1992     | Atlético Huila (1)       | Alianza Llanos          | Cortuluá          |
| 1993     | Cortuluá (1)             | Fiorentina de Florencia | Atlético Palmira  |
| 1994     | Deportes Tolima (1)      | Deportivo Antioquia     | Lanceros Boyacá   |
| 1995     | Atlético Bucaramanga (1) | Lanceros Boyacá         |                   |
| 1995-96  | Cúcuta Deportivo (1)     | Girardot                |                   |
| 1996-97  | Deportivo Unicosta (1)   | Lanceros Boyacá         | Deportivo Pasto   |
| 1997     | Atlético Huila (2)       | Cúcuta Deportivo        |                   |
| 1998     | Deportivo Pasto (1)      | Deportivo Pereira       | Real Cartagena    |
| 1999     | Real Cartagena (1)       | Itagüí Ditaires         | Deportivo Pereira |
| 2000     | Deportivo Pereira (1)    | Unión Magdalena         | Expreso Palmira   |
| 2001     | Deportes Quindío (1)     | Deportivo Rionegro      | Unión Magdalena   |
| 2002     | Centauros (1)            | Alianza Petrolera       |                   |
| 2003     | Boyacá Chicó (1)         | Pumas de Casanare       |                   |
| 2004     | Real Cartagena (2)       | Deportivo Antioquia     |                   |
| 2005     | Cúcuta Deportivo (2)     | Bajo Cauca              |                   |
| 2006     | La Equidad (1)           | Valledupar              | Cortuluá          |
| 2007     | Envigado (2)             | Academia                |                   |
| 2008     | Real Cartagena (3)       | Deportivo Rionegro      |                   |
| 2009     | Cortuluá (2)             | Atlético Bucaramanga    |                   |
| 2010     | Itagüí Ditaires (1)      | Deportivo Pasto         |                   |
| 2011     | Deportivo Pasto (2)      | Patriotas               |                   |
| 2012     | América de Cali (1)      | Unión Magdalena         |                   |
| 2013     | Universidad Autónoma (1) | Fortaleza F.C.          |                   |
| 2014     | Jaguares de Córdoba (1)  | Deportes Quindío        |                   |
| 2015     | Atlético Bucaramanga (2) | Fortaleza C.E.I.F.      |                   |
| 2016     | América de Cali (2)      | Tigres                  |                   |
| 2017     | Boyacá Chicó (2)         | Leones                  |                   |